# Weißbartgibbon
Der Weißbartgibbon (Hylobates albibarbis) ist eine taxonomisch umstrittener Primat aus der Familie der Gibbons (Hylobatidae). Er wurde entweder als Unterart des Grauen Gibbons oder des Schwarzhandgibbons geführt, in jüngeren Systematiken und im Folgenden als eigene Art betrachtet.
Gebräuchliche Namen der Art in ihrer Heimat sind Wau wau atu und Wau-wau Brewok Puthi.

## Merkmale
Es sind keine genauen Körpermaße bekannt, Weißbartgibbons erreichen ein Gewicht von 6 Kilogramm. Diese Art ähnelt dem Schwarzhandgibbon, hat aber kein schwarzes Fell, sondern das farbenfrohste und kontrastreichste aller Gibbonarten. Dieses ist hell gräulich-braun und wird am Rumpf goldfarben mit schwärzlichen Regionen an Händen und Füßen und am Bauch. Das Kopfhaar ist fächerartig nach hinten gerichtet. Der Scheitel ist dunkel und gelbbraun umrandet. Männchen besitzen außerdem oft ein helles Genitalbüschel.

## Verbreitung und Lebensraum

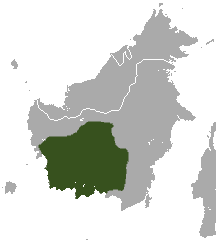
Verbreitungskarte

Der Weißbartgibbon ist nur in Südwestborneo (in den Provinzen Westkalimantan und Zentralkalimantan) zu finden.
Primär- und Sekundärwälder, aber auch selektiv abgeholzte tropische, immergrüne Wälder, in einer Höhe von 1200 Metern und Moor- und Sumpfwälder stellen den Lebensraum dar. Die Populationsdichte nimmt in höheren Lagen ab.

## Lebensweise
Der Weißbartgibbon ist ein tagaktiver Baumbewohner. Im Sabangau-Nationalpark, Zentralkalimantan, verbringt er durchschnittlich 29 Prozent des Tages mit Futteraufnahme, 29 Prozent mit Ausruhen, 29 Prozent mit dem Wandern durch das Revier, 9 Prozent mit Singen und 4 Prozent mit sozialen Aktivitäten wie Spielen oder gegenseitiger Körperpflege.
Die durchschnittliche Größe eines Territoriums beträgt 28 bis 47 Hektar. Generell sind Männchen untereinander sehr aggressiv und verteidigen das Revier der Gruppe. Weibchen dagegen führen die Gruppe und vertreiben andere Weibchen.
Der Weißbartgibbon ist hauptsächlich ein Früchtefresser, der Früchte mit hohem Zuckergehalt bevorzugt, sich aber auch von jungen Blättern und Insekten ernährt, bei Mangel an reifen Früchten auch von unreifen und Lianen.
Die Geschlechtsreife erreichen Männchen und Weibchen mit 6 bis 8 Jahren.
Die große Hybridzone des Weißbartgibbons und des Grauen Gibbons ist in der Nähe von Muarajuloi zwischen dem Busang und dem Murung River an den Oberläufen des Barito und erstreckt sich vermutlich bis zum oberen Teil des Kapuas River. Der bekannte Teil der Zone bedeckt mehrere 1000 Quadratkilometer. Trotzdem ist er mit drei Gruppen pro Quadratkilometer relativ spärlich bewohnt und Tiere, die keine Hybride sind, sind selten oder existieren gar nicht. Die Gesänge liegen zwischen denen der Elternteile.

## Bedrohung
Der Weißbartgibbon wird von der IUCN als „endangered“ (stark gefährdet) klassifiziert. Er ist in Indonesien geschützt und ist größtenteils durch die Lebensraumzerstörung durch Feuer, illegales Abholzen und die Ausbreitung von Ölpalmenplantagen gefährdet. Die meisten Weißbartgibbons leben in Sumpfwäldern, ein extrem gefährdeter Lebensraum, der vor allem durch die Trockenlegung, die Abholzung und Feuer immer kleiner wird. Besonders große Waldbrände in den 1990ern und kontinuierliches Roden hatten beziehungsweise haben immer noch die größten Auswirkungen auf die Population. Gejagt werden die Tiere wegen ihres Fleisches und, um als Haustiere verkauft zu werden. Der Weißbartgibbon kommt in sechs Naturschutzgebieten vor und ist in geeigneten Habitaten recht häufig. Eine vorläufige Zählung lässt vermuten, dass etwa 19.000 Individuen in den Sumpfmischwäldern im Sabangau-Nationalpark, der eine der größten Populationen beherbergt, vorkommen. Angaben, wie viele Weißbartgibbons es tatsächlich gibt, sind jedoch nicht bekannt.

## Systematik
Die systematische Stellung des Weißbartgibbons ist umstritten, es scheint sich um eine eigenständige Art zu handeln. Aufgrund der äußerlichen Ähnlichkeiten mit dem Schwarzhandgibbon und den Hybridisierungen mit dem Grauen Gibbon wird er in einigen Systematiken als Unterart dem Schwarzhandgibbons (H. agilis albibarbis), in anderen dem Grauen Gibbon (H. muelleri albibarbis) zugeordnet.